# Josef Kriehuber
Josef Kriehuber (helyenként Joseph Kriehuber, magyarosan Kriehuber József) (Bécs, 1800. december 14. – Bécs, 1876. május 30.) osztrák festő, litográfus, a bécsi biedermeier kedvelt és jellegzetes képviselője.

## Életpályája
A bécsi akadémián tanult Hubert Maurernél. Ezután 1821-ig Galíciában élt, e korszakából számos, lovakat ábrázoló festménye maradt fenn. Tájképeket is alkotott, nagy precizitással. Sokáig a bécsi Theresianum tanára volt.  Főleg litografált (kőre rajzolt)  arcképei  ismertek; ezekből  3000-nél többet készített, amelyeknek nemcsak művészeti, hanem művelődéstörténeti értéke is van. A fényképezés elterjedésével Kriehuber szerencsecsillaga is leáldozott; megszűnt az addigi igény a nagy pontosságú, nagy mesterségbeli tudással készített finom rajzolatú képek, portrék iránt. Josef Kriehubernek több műve található Magyarországon is.

## Díja
1860-ban (művészek közül elsőként) megkapta a Ferenc József-rendet.

## Főbb művei

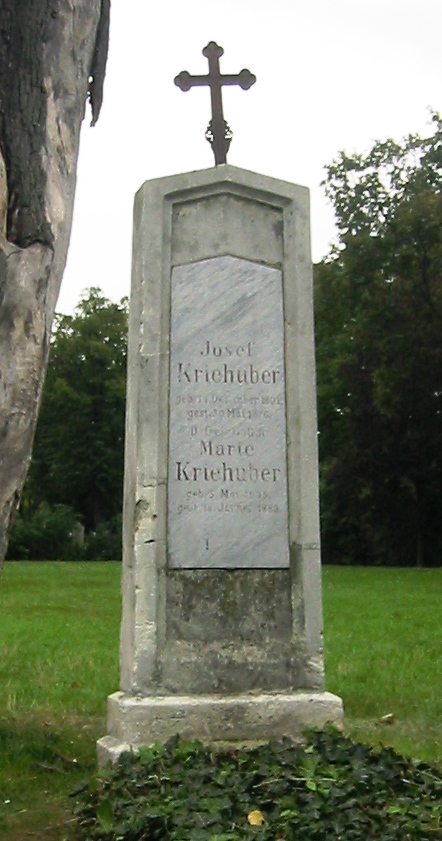
Sírja a bécsi Zentralfriedhofban

### Magyar vonatkozású litográfiái
- Deák Ferenc politikus
- Liszt Ferenc zeneszerző, zongoraművész
- Széchenyi István gróf
- Lonovics József egri kanonok, az MTA tagja
- Pyrker János László egri érsek
- Württembergi Sándor herceg, Kis-rhédei Rhédey Klaudia férje
- Kis-rhédei Rhédey Klaudia

### A magyar Wikipédiában látható litográfiái
- Liszt Ferenc zeneszerző, zongoraművész
- Franz von Schlik osztrák császári altábornagy
- Lamberg Ferenc Fülöp osztrák császári tábornagy
- Theodor Baillet von Latour osztrák hadügyminiszter
- Wilhelm von Tegetthoff osztrák tengernagy
- János József osztrák főherceg
- Károly Lajos főherceg
- Zsófia Friderika bajor királyi hercegnő (I. Ferenc József anyja)
- Ferdinánd Miksa osztrák főherceg (I. Miksa mexikói császár)
- Heinrich Hentzi osztrák császári tábornok
- Josef Bedeus von Scharberg erdélyi kormányszéki tanácsos
- Albert főherceg osztrák császári tábornagy
- Windisch-Grätz osztrák császári tábornagy
- Puchner Antal Szaniszló császári-királyi tábornok
- Lajos József főherceg, politikus
- Stephan Ladislaus Endlicher botanikus, politikus
- Ludwig van Beethoven zeneszerző
- Franz Grillparzer zeneszerző
- Eduard von Bauernfeld osztrák vígjátékíró
- Franz Schubert osztrák zeneszerző
- Joseph Wenzel Radetzky császári tábornagy
- Mária Lujza francia császárné, pármai hercegnő
- Alexander Bach
- Friedrich Ferdinand von Beust osztrák miniszterelnök
- Anton von Schmerling osztrák politikus
- Josef Barco császári és királyi altábornagy
- Leo Thun vallás- és közoktatásügyi miniszter
- Franz Unger osztrák biológus, paleontológus
- Moritz Gottlieb Saphir
- Carl Ritter von Ghega
- Otto Nicolai zeneszerző
- Josef Mayseder hegedűművész
- Johann Nepomuk Nestroy színész, színműíró
- Anton von Prokesch-Osten politikus
- Litografált önarcképén önmagát beduinként ábrázolja (1852) [halott link]
- Magyar fejedelmek és királyok litográfia-sorozat, 1828.